# Urszula Swadźba
Urszula Swadźba – polska socjolog, dr hab. nauk humanistycznych, profesor nadzwyczajny Instytutu Socjologii Wydziału Nauk Społecznych Uniwersytetu Śląskiego w Katowicach.

## Życiorys
Obroniła pracę doktorską, 28 kwietnia 2003 habilitowała się. 28 lipca 2014 nadano jej tytuł profesora w zakresie nauk społecznych. Objęła funkcję profesora nadzwyczajnego w Instytucie Socjologii na Wydziale Nauk Społecznych Uniwersytetu Śląskiego w Katowicach. W styczniu 2024 została członkinią komitetu opiniującego profesorską procedurę awansową na Wydziale Nauk Społecznych Uniwersytetu Karola w Pradze.